# جان بيير مولر
جان بيير مولر (29 أغسطس 1924 – 1 يوليو 2008) هو مبارز بالسيف فرنسي راحل، مثّل بلاده في الألعاب الأولمبية الصيفية 1952.

## روابط رياضية
جان بيير مولر على موقع أوليمبيديا (الإنجليزية)